# Lee Emmet Yeager
Lee Emmett Yeager (ur. 1906, zm. 1983) – amerykański biolog, leśnik i ekolog.
Yaeger urodził się w 1906 w Sky Lake w Missisipi. W 1932 otrzymał stopień licencjacki (BSc), a w 1933 magisterski na Mississippi State College. W 1933 otrzymał stopień Master of Forestry a w 1937 doktora w dziedzinie leśnictwa i zarządzania dziką przyrodą (ang. "wildlife management") na University of Michigan. Karierę zawodową rozpoczął jako asystent entomologiczny na United States Department of Agriculture w 1937. W 1938 zaczął pracę jako leśniczy i biolog leśny w Illinois State Natural History Survey i kontynuował ją do 1945. Wówczas to przeniósł się do United States Fish and Wildlife Service, gdzie pracował jako biolog do odejścia na emeryturę. Zmarł 4 czerwca 1983 na raka żołądka.
Yaeger jako pierwszy opublikował artykuły o wartości habitatów na terenach pokopalnianych. Jako jeden z pierwszych badał obszary zalewowe i inne tereny podmokłe pod kątem ich wartości i wpływów na faunę i florę. Napisał około 100 prac w zakresie m.in.: terenów podmokłych, zwierząt futerkowych, ekologii zwierzyny grubej, czy wiewiórkowatych. Był członkiem The Wildlife Society, gdzie pełnił funkcje m.in.: skarbnika, wiceprezydenta, prezydenta i prezesa komitetu. W 1969 został członkiem honorowym towarzystwa, a w rok później odebrał Distinguished Service Award od United States Department of the Interior. W 1965 został wybrany na członka Washington Biologists' Field Club.